# Makoko (Lagos)
Koordinaten: 6° 29′ 44″ N, 3° 23′ 39″ O

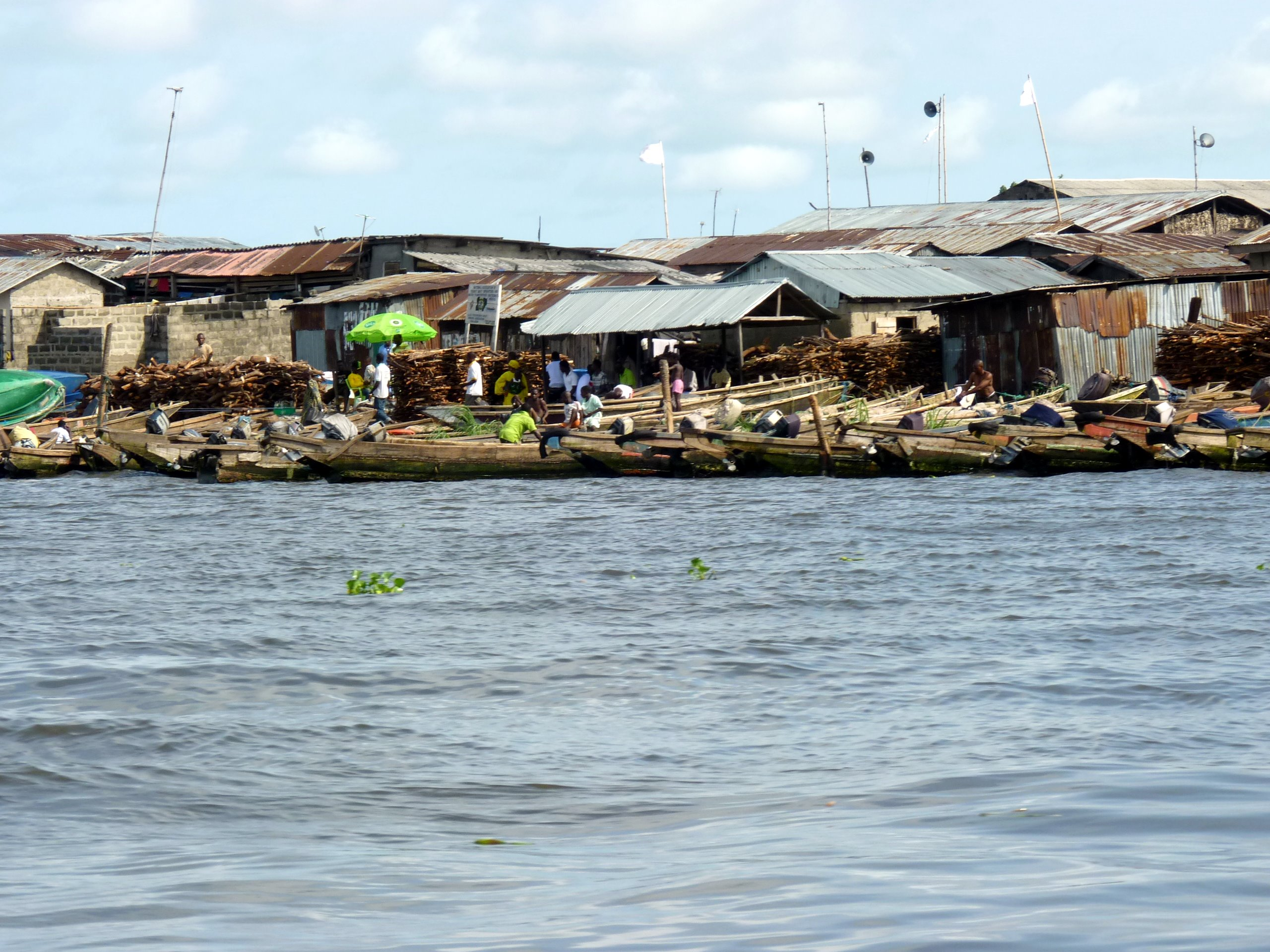
Makoko (2010)

Makoko ist ein hauptsächlich aus Pfahlbauten bestehendes Slum in der Lagos Mainland Local Government Area (Kreis) der Millionenstadt Lagos im nigerianischen Bundesstaat Lagos State.

## Geografie
Makoko liegt am westlichen Rand der Lagune von Lagos. Die in der Volkszählung von 2007 geschätzte Bevölkerung betrug 85.840 Personen. Die Einwohner sind in der Mehrzahl mit Fischfang, Holzverarbeitung und Kleinhandel befasst.

## Geschichte
Gemäß der lokalen Überlieferung wurde Makoko im 18. Jahrhundert von Fischern begründet. Seit dem 19. Jahrhundert wurde die Gemeinde zu einem bedeutenden Zentrum für die Verarbeitung von Baumstämmen, die bis heute in die Pfahlbausiedlung geflößt werden. Im 20. Jahrhundert bekam die Gewinnung von Sand für die Bauindustrie größere Bedeutung.
Über Makoko verläuft eine mehrspurige Hochstraße bzw. Brücke. Sie verbindet das Festland mit den Inseln von Lagos. 2012 sollten die Pfahlbausiedlungen Makokos verschwinden und das Gebiet zwischen Festland und der Third Mainland Bridge durch Aufschüttung von Sand aus der Lagune in Bauland umgewandelt werden. Bei der gewaltsam durchgeführten Vertreibung der Einwohner gab es ein Todesopfer und die Aktion wurde vorerst eingestellt. Seither wurde der Status quo nicht mehr verändert.
Makoko ist weiterhin ein Gebiet innerhalb von Lagos, wo Sicherheit und Ordnung von den Area Boys „gewährleistet“ werden und die städtischen und staatlichen Institutionen wenig Einfluss ausüben. Stand 2012 gab es wenige Schulen in Makoko.

## Rezeption
Die ARD berichtete am 12. Januar 2014 in der Sendung Weltspiegel über Makoko und das Projekt einer schwimmenden Schule, das aus dem Mangel an Schulgebäuden heraus entstand. Im Juni 2016 wurde die Holzkonstruktion der Schwimmenden Schule durch ein Gewitter zerstört. Ihre Zukunft ist bisher ungewiss.
Für seine Fotoreportage über Makoko erhielt der nigerianische Fotograf Oluyinka Adeparusi die Auszeichnung Deutscher Medienpreis Entwicklungspolitik 2013.